# District de Qacha's Nek
Qacha's Nek est un district du Lesotho.

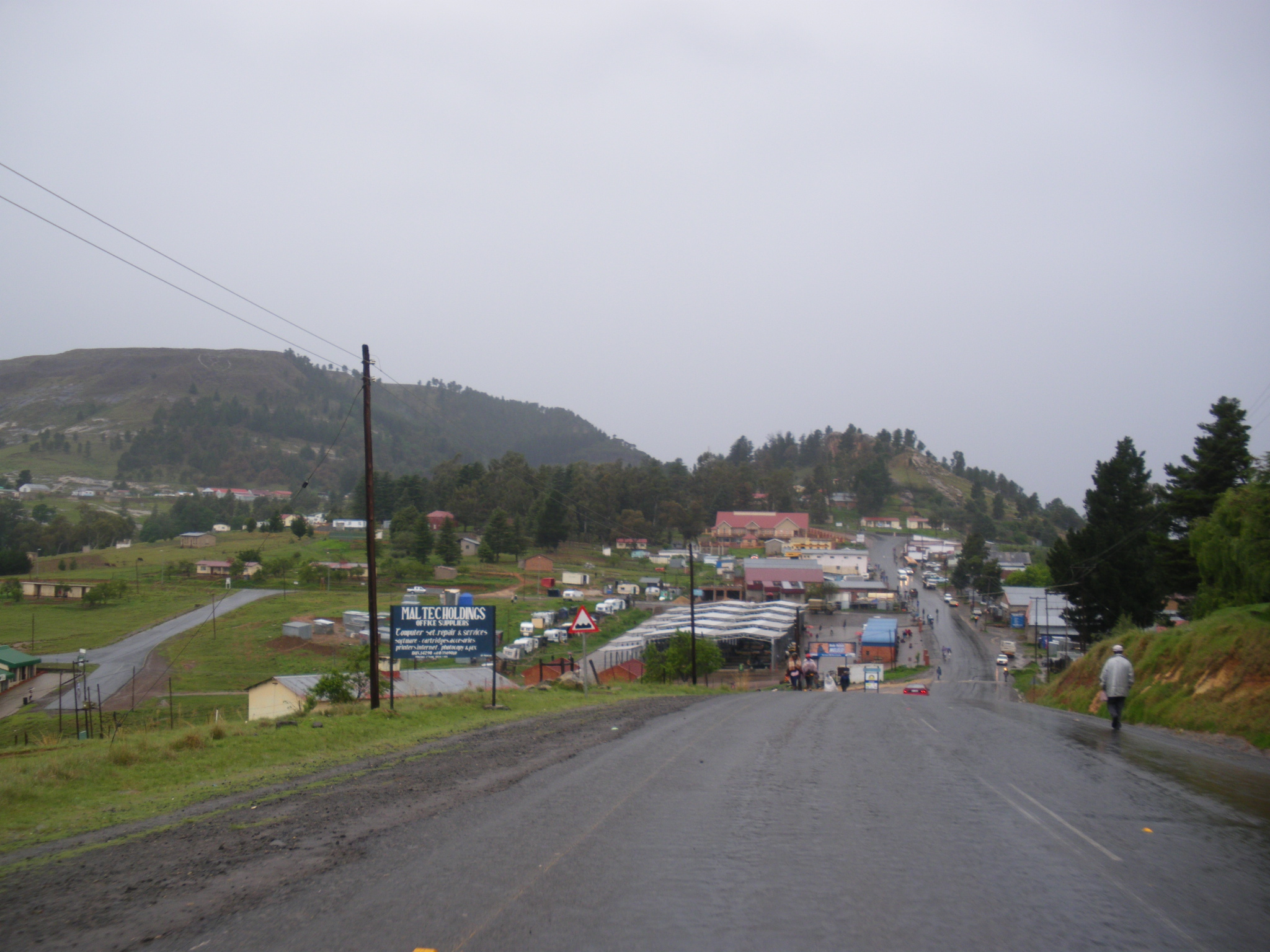
Qacha's Nek